# DeWitt County, Illinois
DeWitt County är ett county i delstaten Illinois i USA. Den administrativa huvudorten (county seat) är Clinton. Countyt har fått sitt namn efter politikern DeWitt Clinton. 

## Politik
DeWitt County tenderar att rösta på republikanerna i politiska val.
Republikanernas kandidat har vunnit rösterna i countyt i samtliga presidentval sedan valet 1896 utom vid fem tillfällen: 1912, 1916, 1932, 1936 och 1964. I valet 2016 vann republikanernas kandidat Donald Trump med 67,2 procent av rösterna mot 25,3 för demokraternas kandidat, vilket är den största segermarginalen i countyt för en kandidat genom alla tider.

## Geografi
Enligt United States Census Bureau har countyt en total area på 1 049 km². 1 029 km² av den arean är land och 20 km² är vatten.

### Angränsande countyn
- McLean County - nord
- Piatt County - öst
- Macon County - syd
- Logan County - väst